# Phlugiolopsis minuta
Phlugiolopsis minuta är en insektsart som först beskrevs av Tinkham 1943.  Phlugiolopsis minuta ingår i släktet Phlugiolopsis och familjen vårtbitare. Inga underarter finns listade i Catalogue of Life.